# Ravine des Trois-Bassins
La ravine des Trois-Bassins est un petit fleuve français situé sur l'île de La Réunion, un département d'outre-mer de l'océan Indien. Il s'écoule de l'est-nord-est vers l'ouest-sud-ouest en servant de frontière entre les territoires communaux de Saint-Paul et des Trois-Bassins puis se jette à la mer à proximité immédiate d'un petit cap appelé pointe des Trois-Bassins.

## Géographie
De 16,9 km de longueur, la Ravine des Trois Bassins prend source sur la commune des Trois Bassins.
Généralement à sec, la ravine des Trois-Bassins est franchie par plusieurs voies à l'aide de ponts, notamment par la route nationale 1 sur la côte et par la route Hubert-Delisle dans les Hauts. Entre les deux, la route des Tamarins emprunte un viaduc appelé viaduc de la ravine des Trois-Bassins.